# Чуванська мова
Чуванська мова — одна з мертвих мов юкагирської сім'ї. У минулому цією мовою розмовляли чуванці, які згодом почали користуватися чукотською та російською. Чуванська мова була поширена у низовинах річки Анадир. Збереглись переклади 22 фраз чуванською мовою, які були записані у 1781 році І. Бенцигом, та 210 слів, записаних Федором Матюшкіним. У 1862 році нараховувалося 259 чуванців, у 1890-их — уже 134 особи.